# جورج جولدسميث (لاعب كريكت)
جورج جولدسميث (بالإنجليزية: George Goldsmith)‏ (7 أغسطس 1850 ببرايتون في المملكة المتحدة - 5 أبريل 1916 في المملكة المتحدة) هو لاعب كريكت بريطاني (وحمل سابقاً جنسية المملكة المتحدة لبريطانيا العظمى وأيرلندا). لعب مع Kent County Cricket Club ‏ ونادي مقاطعة ساسكس للكركيت ‏.

## وصلات خارجية
- جورج جولدسميث على موقع إي آس بي آن كريك إنفو (الإنجليزية)